# Liste der First Ladys der Vereinigten Staaten

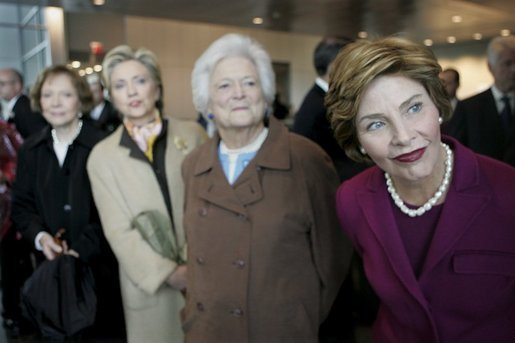
Ehemalige First Ladys der USA (2004, von links):
Rosalynn Carter, Hillary Clinton, Barbara Bush, Laura Bush

First Ladys der USA anlässlich der National Garden Gala A Tribute to America's First Ladys (1994, v. l. n. r.):
Nancy Reagan, Lady Bird Johnson, Hillary Clinton, Rosalynn Carter, Betty Ford, Barbara Bush

Diese Liste der First Ladys der Vereinigten Staaten enthält alle First Ladys der Vereinigten Staaten. Das Amt der First Lady – offiziell die Gastgeberin des Weißen Hauses – wird im Normalfall von der Ehefrau des Präsidenten der Vereinigten Staaten ausgeübt. In bestimmten Fällen kann das Amt von Frauen, die nicht die Ehefrau des Präsidenten sind, wahrgenommen werden, etwa wenn der Präsident Junggeselle oder verwitwet ist, oder wenn die Ehefrau des Präsidenten nicht in der Lage ist, das Amt auszuüben.
Das Amt der First Lady ist im Gegensatz zur Präsidentschaft kein gewähltes Amt. Auch bringt es keine Pflichten mit sich. Trotzdem wohnt die First Lady vielen öffentlichen Veranstaltungen bei, oft auch anstelle des Präsidenten. Traditionell beschäftigt die First Lady ihren eigenen Mitarbeiterstab, der aus dem Sekretär für soziale Events des Weißen Hauses, dem Stabschef, dem Chefgärtner und dem Chefkoch besteht.
Laut dem Archiv der First Ladys gab es 46 First Ladys und 48 Amtszeiten. Der Unterschied rührt daher, dass Grover Clevelands First Lady Frances Cleveland (geb. Folsom) ebenso wie ihr Ehemann dieses Amt zwei nicht zusammenhängende Amtsperioden lang innehatte und somit doppelt gezählt wird.
Am 20. Januar 2021 wurde Jill Biden, Ehefrau des 46. Präsidenten Joe Biden, zur 48. First Lady der Vereinigten Staaten als Nachfolgerin von Melania Trump, Ehefrau des 45. Präsidenten Donald Trump.
2024 leben noch vier ehemalige First Ladys:  Hillary Clinton, Ehefrau des 42. Präsidenten Bill Clinton, Laura Bush, Ehefrau des 43. Präsidenten George W. Bush, Michelle Obama, Ehefrau des 44. Präsidenten Barack Obama, sowie Melania Trump, Ehefrau des 45. Präsidenten Donald Trump.
Als erste First Lady der Vereinigten Staaten gilt Martha Washington, die Ehefrau von George Washington, in der Zeit von 1789 bis 1797. Die Präsidenten John Tyler und Woodrow Wilson hatten jeweils zwei First Ladys, da beide nach dem Tod ihrer ersten Frauen in deren Amtszeiten erneut heirateten. Die Ehefrauen von vier US-Präsidenten waren zum Zeitpunkt der Amtseinführung (Inauguration) ihres Mannes bereits gestorben: Martha Jefferson, Ehefrau von Thomas Jefferson; Rachel Donelson Jackson, Ehefrau von Andrew Jackson; Hannah Hoes Van Buren, Ehefrau des 8. Präsidenten Martin Van Buren, und Ellen Lewis Herndon Arthur, Ehefrau des 21. Präsidenten Chester A. Arthur. In einem Fall war eine Frau die offizielle First Lady, obwohl sie nicht mit dem Präsidenten verheiratet war: Harriet Lane, die Nichte des 15. Präsidenten James Buchanan, übernahm dieses Amt, da ihr Onkel zeit seines Lebens nicht verheiratet war.
2007 gab die United States Mint eine Reihe von 10-Dollar-Goldmünzen heraus, die als Motive jeweils das Porträt einer First Lady zeigen. In den Fällen einer Präsidentschaft ohne offizielle First Lady zeigt die Vorderseite der Münze ein typisches Freiheitssymbol und die Rückseite eine Szene aus dem Leben des jeweiligen Präsidenten. Das trifft auf die Präsidenten Jefferson, Jackson, Van Buren und Buchanan zu. Auf der Münze für Chester A. Arthur ist jedoch die Suffragette Alice Paul zu sehen, welche die konservative Ära dieses Präsidenten repräsentieren soll.
Die erste nationale Konferenz zum Thema First Ladys tagte 1984 in Anwesenheit von Betty Ford und Rosalynn Carter in der Gerald R. Ford Presidential Library. Die Veranstaltung brachte ein unerwartet großes, bis heute ungebrochenes öffentliches Interesse an der Geschichte der Präsidentengattinnen zutage und wird seitdem regelmäßig wiederholt. Zwei Jahre zuvor hatte bereits das Siena College erstmals ein historisches Ranking der First Ladys veröffentlicht. Außerdem waren zu dieser Zeit aufgrund neu zugänglicher Archive geschichtswissenschaftliche Biographien zu Präsidentengattinnen erschienen, so zum Beispiel im Jahr 1980 eine über Edith Roosevelt. Im gleichen Monat wie die Konferenz in der Gerald R. Ford Presidential Library veröffentlichte Carter ihre Autobiographie First Lady from Plains, die sich besser als diejenige ihres Mannes verkaufte. Ein weiterer Faktor, der für das gesteigerte Interesse an der Geschichte der First Ladys zu dieser Zeit sorgte, war die kontrovers diskutierte damalige Präsidentengattin Nancy Reagan. Ab 1987 erschienen mehrere Überblickswerke zur Geschichte der First Ladys, die sich im Gegensatz zu älteren Werken darum bemühten, die Präsidentengattinnen von ihrem zeremonialen Podest zu heben und stärker in den historischen Kontext einzuordnen. 2013/14 sendete C-SPAN die Dokumentationsreihe First Ladys: Influence and Image. Während die Gattinnen der Präsidenten der Gründerväter-Generation in der Forschung von jeher Beachtung fanden, wurden viele der späteren First Ladys des 19. Jahrhunderts bis in die heutigen Tage ignoriert.

## Liste der First Ladys
| POTUS# | Porträt                          | First Lady                                            | Geburtsdatum       | Hochzeitstag       | US-Präsident (Ehemann)            | Beginn der Amtszeit | Alter zu Beginn der Amtszeit | Ende der Amtszeit  | Länge des Ruhestandes | Sterbedatum        | Lebensdauer                        |
| ------ | -------------------------------- | ----------------------------------------------------- | ------------------ | ------------------ | --------------------------------- | ------------------- | ---------------------------- | ------------------ | --------------------- | ------------------ | ---------------------------------- |
| 1      | Portrait of Martha Washington    | Martha Washington (geborene Dandridge)                | 13. Juni 1731      | 6. Januar 1759     | George Washington                 | 30. April 1789      | 57 Jahre und 332 Tage        | 4. März 1797       | 1904 Tage             | 22. Mai 1802       | 25921 Tage (70 Jahre und 354 Tage) |
| 2      | Porträtgemälde: Abigail Adams    | Abigail Adams (geborene Smith)                        | 11. November 1744  | 25. Oktober 1764   | John Adams                        | 4. März 1797        | 52 Jahre und 113 Tage        | 4. März 1801       | 6447 Tage             | 28. Oktober 1818   | 27013 Tage (73 Jahre und 351 Tage) |
| 3      | Porträtgemälde: Martha Jefferson | Martha Jefferson Randolph                             | 27. September 1772 |                    | Thomas Jefferson (Vater)          | 4. März 1801        | 28 Jahre und 158 Tage        | 4. März 1809       | 10082 Tage            | 10. Oktober 1836   | 23138 Tage (64 Jahre und 13 Tage)  |
| 4      | Porträtgemälde: Dolley Madison   | Dolley Madison (geborene Payne)                       | 20. Mai 1768       | 14. September 1794 | James Madison                     | 4. März 1809        | 40 Jahre und 288 Tage        | 4. März 1817       | 14740 Tage            | 12. Juli 1849      | 29637 Tage (81 Jahre und 53 Tage)  |
| 5      | Porträtgemälde: Elizabeth Monroe | Elizabeth Monroe (geborene Kortright)                 | 30. Juni 1768      | 16. Februar 1786   | James Monroe                      | 4. März 1817        | 48 Jahre und 247 Tage        | 4. März 1825       | 2029 Tage             | 23. September 1830 | 22729 Tage (62 Jahre und 85 Tage)  |
| 6      | Porträtgravur: Louisa Adams      | Louisa Adams (geborene Johnson)                       | 12. Februar 1775   | 26. Juli 1797      | John Quincy Adams                 | 4. März 1825        | 50 Jahre und 20 Tage         | 4. März 1829       | 8473 Tage             | 15. Mai 1852       | 28216 Tage (77 Jahre und 93 Tage)  |
| 7      | Emily Donelson                   | Emily Donelson                                        | 1. Juni 1807       |                    | Andrew Jackson (Onkel)            | 4. März 1829        | 21 Jahre und 276 Tage        | 19. Dezember 1836  |                       | 19. Dezember 1836  | 10776 Tage (29 Jahre und 201 Tage) |
| 7      | Sarah Yorke Jackson              | Sarah Yorke Jackson                                   | 16. Juli 1803      |                    | Andrew Jackson (Schwiegervater)   | 26. November 1834   | 31 Jahre und 133 Tage        | 4. März 1837       | 18434 Tage            | 23. August 1887    | 30719 Tage (84 Jahre und 38 Tage)  |
| 8      | Angelica Singleton Van Buren     | Angelica Van Buren                                    | 13. Februar 1818   |                    | Martin Van Buren (Schwiegervater) | 1. Januar 1839      | 20 Jahre und 322 Tage        | 4. März 1841       | 13449 Tage            | 29. Dezember 1877  | 21869 Tage (59 Jahre und 319 Tage) |
| 9      | Anna Symmes Harrison             | Anna Harrison (geborene Tuthill Symmes)               | 25. Juli 1775      | 22. November 1795  | William Henry Harrison            | 4. März 1841        | 65 Jahre und 222 Tage        | 4. April 1841      | 8362 Tage             | 25. Februar 1864   | 32356 Tage (88 Jahre und 215 Tage) |
| 10     | Anna Symmes Harrison             | Letitia Tyler (geborene Christian)                    | 12. November 1790  | 29. März 1813      | John Tyler                        | 4. April 1841       | 50 Jahre und 143 Tage        | 10. September 1842 |                       | 10. September 1842 | 18929 Tage (51 Jahre und 302 Tage) |
| 10     | Priscilla Tyler                  | Priscilla Tyler                                       | 14. Juni 1816      |                    | John Tyler (Schwiegervater)       | 10. September 1842  | 26 Jahre und 88 Tage         | 26. Juni 1844      | 16622 Tage            | 29. Dezember 1889  | 26861 Tage (73 Jahre und 198 Tage) |
| 10     | Julia Tyler                      | Julia Tyler (geborene Gardiner)                       | 4. Mai 1820        | 26. Juni 1844      | John Tyler                        | 26. Juni 1844       | 24 Jahre und 53 Tage         | 4. März 1845       | 16199 Tage            | 10. Juli 1889      | 25269 Tage (69 Jahre und 67 Tage)  |
| 11     | Sarah Polk                       | Sarah Polk (geborene Childress)                       | 4. September 1803  | 1. Januar 1824     | James K. Polk                     | 4. März 1845        | 41 Jahre und 181 Tage        | 4. März 1849       | 15503 Tage            | 14. August 1891    | 32121 Tage (87 Jahre und 344 Tage) |
| 12     | Margaret Taylor                  | Margaret Taylor (geborene Mackall Smith)              | 21. September 1788 | 21. Juni 1810      | Zachary Taylor                    | 4. März 1849        | 60 Jahre und 164 Tage        | 9. Juli 1850       | 767 Tage              | 14. August 1852    | 23337 Tage (63 Jahre und 328 Tage) |
| 13     | Abigail Fillmore                 | Abigail Fillmore (geborene Powers)                    | 13. März 1798      | 5. Februar 1826    | Millard Fillmore                  | 9. Juli 1850        | 52 Jahre und 118 Tage        | 4. März 1853       | 26 Tage               | 30. März 1853      | 20105 Tage (55 Jahre und 17 Tage)  |
| 14     | Jane Pierce                      | Jane Pierce (geborene Means Appleton)                 | 12. März 1806      | 19. November 1834  | Franklin Pierce                   | 4. März 1853        | 46 Jahre und 357 Tage        | 4. März 1857       | 2464 Tage             | 2. Dezember 1863   | 21084 Tage (57 Jahre und 265 Tage) |
| 15     | Harriet Lane                     | Harriet Lane (später Johnston)                        | 9. Mai 1830        |                    | James Buchanan (Onkel)            | 4. März 1857        | 26 Jahre und 299 Tage        | 4. März 1861       | 15460 Tage            | 3. Juli 1903       | 26717 Tage (73 Jahre und 57 Tage)  |
| 16     | Mary Lincoln                     | Mary Lincoln (geborene Todd)                          | 13. Dezember 1818  | 4. November 1842   | Abraham Lincoln                   | 4. März 1861        | 42 Jahre und 81 Tage         | 15. April 1865     | 6301 Tage             | 16. Juli 1882      | 23226 Tage (63 Jahre und 215 Tage) |
| 17     | Eliza Johnson                    | Eliza Johnson (geborene McCardle)                     | 4. Oktober 1810    | 17. Mai 1827       | Andrew Johnson                    | 15. April 1865      | 54 Jahre und 193 Tage        | 4. März 1869       | 2508 Tage             | 15. Januar 1876    | 23844 Tage (65 Jahre und 103 Tage) |
| 18     | Julia Grant                      | Julia Grant (geborene Dent)                           | 26. Januar 1826    | 22. August 1848    | Ulysses S. Grant                  | 4. März 1869        | 43 Jahre und 37 Tage         | 4. März 1877       | 9415 Tage             | 14. Dezember 1902  | 28080 Tage (76 Jahre und 322 Tage) |
| 19     | Lucy Hayes                       | Lucy Hayes (geborene Webb)                            | 28. August 1831    | 30. Dezember 1852  | Rutherford B. Hayes               | 4. März 1877        | 45 Jahre und 188 Tage        | 4. März 1881       | 3035 Tage             | 25. Juni 1889      | 21121 Tage (57 Jahre und 301 Tage) |
| 20     | Lucretia Garfield                | Lucretia Garfield (geborene Rudolph)                  | 19. April 1832     | 11. November 1858  | James A. Garfield                 | 4. März 1881        | 48 Jahre und 319 Tage        | 19. September 1881 | 13324 Tage            | 14. März 1918      | 31374 Tage (85 Jahre und 329 Tage) |
| 21     | Mary Arthur McElroy              | Mary McElroy                                          | 5. Juli 1841       |                    | Chester A. Arthur (Bruder)        | 19. September 1881  | 40 Jahre und 76 Tage         | 4. März 1885       | 11632 Tage            | 8. Januar 1917     | 27580 Tage (75 Jahre und 187 Tage) |
| 22     | Rose Cleveland                   | Rose Cleveland                                        | 13. Juni 1846      |                    | Grover Cleveland (Bruder)         | 4. März 1885        | 38 Jahre und 264 Tage        | 2. Juni 1886       | 11860 Tage            | 22. November 1918  | 26459 Tage (72 Jahre und 162 Tage) |
| 22     | Frances Cleveland                | Frances Cleveland (geborene Folsom, später Preston)   | 21. Juli 1864      | 2. Juni 1886       | Grover Cleveland                  | 2. Juni 1886        | 21 Jahre und 316 Tage        | 4. März 1889       | 1461 Tage             | 29. Oktober 1947   | 30414 Tage (83 Jahre und 100 Tage) |
| 23     | Caroline Harrison                | Caroline Harrison (geborene Scott)                    | 1. Oktober 1832    | 20. Oktober 1853   | Benjamin Harrison                 | 4. März 1889        | 56 Jahre und 154 Tage        | 25. Oktober 1892   |                       | 25. Oktober 1892   | 21939 Tage (60 Jahre und 24 Tage)  |
| 23     | Mary Harrison McKee              | Mary Harrison McKee                                   | 3. April 1858      |                    | Benjamin Harrison (Vater)         | 25. Oktober 1892    | 34 Jahre und 205 Tage        | 4. März 1893       | 13751 Tage            | 28. Oktober 1930   | 26505 Tage (72 Jahre und 208 Tage) |
| 24     | Frances Cleveland                | Frances Cleveland (geborene Folsom, später Preston)   | 21. Juli 1864      | 2. Juni 1886       | Grover Cleveland                  | 4. März 1893        | 28 Jahre und 226 Tage        | 4. März 1897       | 18500 Tage            | 29. Oktober 1947   | 30414 Tage (83 Jahre und 100 Tage) |
| 25     | Ida McKinley                     | Ida McKinley (geborene Saxton)                        | 8. Juni 1847       | 25. Januar 1871    | William McKinley                  | 4. März 1897        | 49 Jahre und 269 Tage        | 14. September 1901 | 2080 Tage             | 26. Mai 1907       | 21901 Tage (59 Jahre und 352 Tage) |
| 26     | Edith Roosevelt                  | Edith Roosevelt (geborene Carow)                      | 6. August 1861     | 2. Dezember 1886   | Theodore Roosevelt                | 14. September 1901  | 40 Jahre und 39 Tage         | 4. März 1909       | 14455 Tage            | 30. September 1948 | 31831 Tage (87 Jahre und 55 Tage)  |
| 27     | Helen Taft                       | Helen Taft (geborene Herron)                          | 2. Juni 1861       | 19. Juni 1886      | William Howard Taft               | 4. März 1909        | 47 Jahre und 275 Tage        | 4. März 1913       | 11036 Tage            | 22. Mai 1943       | 29938 Tage (81 Jahre und 354 Tage) |
| 28     | Ellen Wilson                     | Ellen Wilson (geborene Axson)                         | 15. Mai 1860       | 24. Juni 1885      | Woodrow Wilson                    | 4. März 1913        | 52 Jahre und 293 Tage        | 6. August 1914     |                       | 6. August 1914     | 19805 Tage (54 Jahre und 83 Tage)  |
| 28     | Margaret Wilson                  | Margaret Woodrow Wilson                               | 16. April 1886     |                    | Woodrow Wilson (Vater)            | 6. August 1914      | 28 Jahre und 112 Tage        | 18. Dezember 1915  | 10283 Tage            | 12. Februar 1944   | 21120 Tage (57 Jahre und 302 Tage) |
| 28     | Edith Wilson                     | Edith Wilson (geborene Bolling)                       | 15. Oktober 1872   | 18. Dezember 1915  | Woodrow Wilson                    | 18. Dezember 1915   | 43 Jahre und 64 Tage         | 4. März 1921       | 14909 Tage            | 28. Dezember 1961  | 32580 Tage (89 Jahre und 74 Tage)  |
| 29     | Florence Harding                 | Florence Harding (geborene Kling)                     | 15. August 1860    | 8. Juli 1891       | Warren G. Harding                 | 4. März 1921        | 60 Jahre und 201 Tage        | 2. August 1923     | 477 Tage              | 21. November 1924  | 23473 Tage (64 Jahre und 98 Tage)  |
| 30     | Grace Coolidge                   | Grace Coolidge (geborene Goodhue)                     | 3. Januar 1879     | 4. Oktober 1905    | Calvin Coolidge                   | 2. August 1923      | 44 Jahre und 211 Tage        | 4. März 1929       | 10353 Tage            | 8. Juli 1957       | 28675 Tage (78 Jahre und 186 Tage) |
| 31     | Porträt von Lou Hoover           | Lou Hoover (geborene Henry)                           | 29. März 1874      | 10. Februar 1899   | Herbert Hoover                    | 4. März 1929        | 54 Jahre und 340 Tage        | 4. März 1933       | 3961 Tage             | 7. Januar 1944     | 25485 Tage (69 Jahre und 284 Tage) |
| 32     | Porträt von Eleanor Roosevelt    | Eleanor Roosevelt (geborene Roosevelt)                | 11. Oktober 1884   | 17. März 1905      | Franklin D. Roosevelt             | 4. März 1933        | 48 Jahre und 144 Tage        | 12. April 1945     | 6418 Tage             | 7. November 1962   | 28515 Tage (78 Jahre und 27 Tage)  |
| 33     | Porträt von Bess Truman          | Elizabeth „Bess“ Truman (geborene Wallace)            | 13. Februar 1885   | 28. Juni 1919      | Harry S. Truman                   | 12. April 1945      | 60 Jahre und 58 Tage         | 20. Januar 1953    | 10863 Tage            | 18. Oktober 1982   | 35675 Tage (97 Jahre und 247 Tage) |
| 34     | Porträt von Mamie Eisenhower     | Mamie Eisenhower (geborene Doud)                      | 14. November 1896  | 1. Juli 1916       | Dwight D. Eisenhower              | 20. Januar 1953     | 56 Jahre und 67 Tage         | 20. Januar 1961    | 6859 Tage             | 1. November 1979   | 30301 Tage (82 Jahre und 352 Tage) |
| 35     | Porträt von Jaqueline Kennedy    | Jacqueline Kennedy (geborene Bouvier, später Onassis) | 28. Juli 1929      | 12. September 1953 | John F. Kennedy                   | 20. Januar 1961     | 31 Jahre und 176 Tage        | 22. November 1963  | 11136 Tage            | 19. Mai 1994       | 23671 Tage (64 Jahre und 295 Tage) |
| 36     | Porträt von Lady Bird Johnson    | Claudia „Lady Bird“ Johnson (geborene Taylor)         | 22. Dezember 1912  | 17. November 1934  | Lyndon B. Johnson                 | 22. November 1963   | 50 Jahre und 335 Tage        | 20. Januar 1969    | 14051 Tage            | 11. Juli 2007      | 34534 Tage (94 Jahre und 201 Tage) |
| 37     | Porträt von Pat Nixon            | Patricia „Pat“ Nixon (geborene Ryan)                  | 16. März 1912      | 21. Juni 1940      | Richard Nixon                     | 20. Januar 1969     | 56 Jahre und 310 Tage        | 9. August 1974     | 6892 Tage             | 22. Juni 1993      | 29683 Tage (81 Jahre und 98 Tage)  |
| 38     | Porträt von Betty Ford           | Elizabeth „Betty“ Ford (geborene Bloomer)             | 8. April 1918      | 15. Oktober 1948   | Gerald Ford                       | 9. August 1974      | 56 Jahre und 123 Tage        | 20. Januar 1977    | 12587 Tage            | 8. Juli 2011       | 34059 Tage (93 Jahre und 91 Tage)  |
| 39     | Porträt von Rosalynn Carter      | Rosalynn Carter (geborene Smith)                      | 18. August 1927    | 7. Juli 1946       | Jimmy Carter                      | 20. Januar 1977     | 49 Jahre und 155 Tage        | 20. Januar 1981    | 16121 Tage            | 19. November 2023  | 35157 Tage (96 Jahre und 93 Tage)  |
| 40     | Porträt von Nancy Reagan         | Nancy Reagan (geborene Davis, ursprünglich Robbins)   | 6. Juli 1921       | 6. März 1952       | Ronald Reagan                     | 20. Januar 1981     | 59 Jahre und 198 Tage        | 20. Januar 1989    | 9907 Tage             | 6. März 2016       | 34577 Tage (94 Jahre und 244 Tage) |
| 41     | Porträt von Barbara Bush         | Barbara Bush (geborene Pierce)                        | 8. Juni 1925       | 6. Januar 1945     | George Bush                       | 20. Januar 1989     | 63 Jahre und 226 Tage        | 20. Januar 1993    | 9218 Tage             | 17. April 2018     | 33916 Tage (92 Jahre und 313 Tage) |
| 42     | Porträt von Hillary Clinton      | Hillary Clinton (geborene Rodham)                     | 26. Oktober 1947   | 11. Oktober 1975   | Bill Clinton                      | 20. Januar 1993     | 45 Jahre und 86 Tage         | 20. Januar 2001    | 8816 Tage             |                    | 28261 Tage (77 Jahre und 136 Tage) |
| 43     | Porträt von Laura Bush           | Laura Bush (geborene Welch)                           | 4. November 1946   | 5. November 1977   | George W. Bush                    | 20. Januar 2001     | 54 Jahre und 77 Tage         | 20. Januar 2009    | 5894 Tage             |                    | 28617 Tage (78 Jahre und 127 Tage) |
| 44     | Porträt von Michelle Obama       | Michelle Obama (geborene Robinson)                    | 17. Januar 1964    | 3. Oktober 1992    | Barack Obama                      | 20. Januar 2009     | 45 Jahre und 3 Tage          | 20. Januar 2017    | 2972 Tage             |                    | 22334 Tage (61 Jahre und 53 Tage)  |
| 45     | Porträt von Melania Trump        | Melania Trump (geborene Knavs)                        | 26. April 1970     | 22. Januar 2005    | Donald Trump                      | 20. Januar 2017     | 46 Jahre und 265 Tage        | 20. Januar 2021    | 1511 Tage             |                    | 20043 Tage (54 Jahre und 319 Tage) |
| 46     |                                  | Jill Biden (geborene Jacobs)                          | 3. Juni 1951       | 17. Juni 1977      | Joe Biden                         | 20. Januar 2021     | 69 Jahre und 231 Tage        | 20. Januar 2025    | 50 Tage               |                    | 26945 Tage (73 Jahre und 281 Tage) |
| 47     |                                  | Melania Trump (geborene Knavs)                        | 26. April 1970     | 22. Januar 2005    | Donald Trump                      | 20. Januar 2025     | 54 Jahre und 269 Tage        |                    |                       |                    | 20043 Tage (54 Jahre und 319 Tage) |